# Fritz B. Simon
Fritz B. Simon (* 27. Oktober 1948 in Siegen) ist ein deutscher Psychiater, Psychoanalytiker, Familientherapeut und eine Gründerpersönlichkeit. Er hat wesentlichen Anteil an der Einführung der systemischen Therapie der Palo Alto-Gruppe und der Mailänder Gruppe in den deutschsprachigen Raum. Er zählt neben Helm Stierlin und Gunthard Weber zu den Begründern der Heidelberger Schule. Sein gegenwärtiger Schwerpunkt liegt in Forschung und Lehre zur systemischen Therapie und Beratung.

## Leben
Fritz B. Simon studierte Medizin und Soziologie und machte zudem eine Ausbildung zum Psychiater und Psychoanalytiker. Von 1982 bis 1989 war er leitender Oberarzt der Abteilung für psychoanalytische Grundlagenforschung und Familientherapie der Universität Heidelberg. Er gründete 1983 die Internationale Gesellschaft für systemische Therapie (IGST). Seine Habilitation im Bereich Psychosomatik und Psychotherapie erfolgte 1987 an der medizinischen Fakultät der Universität Heidelberg.
Im Jahr 1989 gehörte Simon zu den zehn Gründern des Carl-Auer-Verlages in Heidelberg. 1990 war er an der Gründung und am Aufbau des Heidelberger Instituts für systemische Forschung, Therapie und Beratung beteiligt. Von 1999 bis 2004 war Fritz B. Simon Professor für Führung und Organisation am Wittener Institut für Familienunternehmen der wirtschaftswissenschaftlichen Fakultät der Universität Witten/Herdecke. Seit 2004 ist er dort weiterhin als außerplanmäßiger Professor assoziiert.
In den Jahren 2005, 2007 und 2009 wurde Fritz B. Simon durch die Zeitschrift Personalmagazin zu einem der „40 führenden Köpfe im Personalwesen“ gewählt. Heiko Kleve bezeichnet ihn als einen der „bedeutendsten und innovativsten systemischen Therapeuten und Theoretiker.“

## Gründungen
- Die Internationale Gesellschaft für systemische Therapie (IGST) wurde 1985 mit dem Ziel gegründet, das systemische Denken und Handeln weiterzuentwickeln, zu vermitteln und es in unterschiedlichen psychosozialen Kontexten umzusetzen. Grundlagen der Weiterbildung bilden die systemische Theorie und Praxis der  Heidelberger Schule, die sich in den 80er Jahren an der Abteilung für psychoanalytische Grundlagenforschung und Familientherapie der Universität Heidelberg in fachlicher Zusammenarbeit mit dem Centro per lo Studio e Terapia della famiglia in Mailand und dem Mental Research Institute (MRI) in Palo Alto/Kalifornien entwickelt hat. Die IGST ist Gründungsmitglied der  Systemischen Gesellschaft, dem deutschen Verband für systemische Forschung, Therapie, Supervision und Beratung e. V.

- Der Carl-Auer Verlag gilt als der wichtigste deutschsprachige Verlag für systemische Therapie und Beratung sowie für Hypnotherapie.  Seit 1989 werden neue Erkenntnisse des systemischen Denkens aus der ganzen Welt veröffentlicht. Die Gründer waren zehn Psychologen, Psychiater, Professoren, Lehrtherapeuten, Unternehmensberater und Philosophen in Heidelberg. Im Mittelpunkt standen von Beginn an Bücher für die tägliche Praxis von Systemischer Therapie und Beratung, Hypnotherapie, Management und Organisationsberatung, Sozialer Arbeit, Coaching und Supervision.

- Simon, Weber and Friends. Die beiden Namensgeber, Gunthard Weber und Fritz B. Simon, gehören zu den Begründern der sog. Heidelberger Gruppe, sie arbeiten seit 1982 zusammen und waren maßgeblich an der Entwicklung der theoretischen und praktischen Grundlagen der Heidelberger Schule der systemischen Therapie und Beratung beteiligt.

- Die Carl-Auer Akademie entwickelt, teils mit Kooperationspartnern, Formate für kontroverse und ideentreibende Begegnungen von Professionellen im erweiterten systemischen Feld. Sie reichen von Think-Tanks, Systemischen Labors, Workshops über Symposien und Tagungen bis hin zu großen Kongressen und bringt dadurch Menschen miteinander ins Gespräch, die sich sonst eher nicht treffen würden. Wenn Meinungen aufeinander treffen, hat Gregory Bateson einmal sinngemäß formuliert, ist das keine Katastrophe, sondern eine Chance.

## Schriften (Auswahl)
Als Autor:
- Der Einfluss konstitutioneller Faktoren auf die Nervenleitgeschwindigkeit. 1972 (Dissertation, Universität Göttingen, 1973).
- Die Sprache der Familientherapie: Ein Vokabular. Überblick, Kritik und Integration systemtherapeutischer Begriffe, Konzepte und Methoden. Klett-Cotta, Stuttgart 1984; 6. Auflage 2004.
- Der Prozess der Individuation: Über den Zusammenhang von Vernunft und Gefühlen. Vandenhoeck und Ruprecht, Göttingen 1984.
- Klinische Epistemologie: Über den Zusammenhang von familiärer Interaktion, Kognition und psychosomatischer, manisch-depressiver und schizophrener Symptombildung. 1987 (Habilitationsschrift, Universität Heidelberg, 1987).
- Unterschiede, die Unterschiede machen: Klinische Epistemologie: Grundlage einer systematischen Psychiatrie und Psychosomatik. Suhrkamp, Frankfurt am Main 1988; 2. Auflage 1995.
- Meine Psychose, mein Fahrrad und ich: Zur Selbstorganisation der Verrücktheit. Auer, Heidelberg 1990; 10. Auflage 2004.
- mit Conecta-Autorengruppe: Radikale Marktwirtschaft : Verhalten als Ware oder wer handelt, der handelt. Auer, Heidelberg 1992; 5. Auflage 2005.
- Die andere Seite der Gesundheit: Ansätze einer systemischen Krankheits- und Therapietheorie. Auer, Heidelberg 1995; 3. Auflage 2012.
- Die Kunst, nicht zu lernen und andere Paradoxien in Psychotherapie, Management, Politik … Auer, Heidelberg 1997; 4. Auflage 2007.
- mit Christel Rech-Simon: Zirkuläres Fragen: Systemische Therapie in Fallbeispielen. Ein Lernbuch. Auer, Heidelberg 1999; 9. Auflage 2012.
- Tödliche Konflikte: Zur Selbstorganisation privater und öffentlicher Kriege. Auer, Heidelberg 2001; 2. Auflage 2004.
- Zwischen Couch & Einwegspiegel: Systemisches für Psychoanalytiker – Psychoanalytisches für Systemiker. Ein Gespräch. Auer, Heidelberg 2001.
- mit Gunthard Weber: Vom Navigieren beim Driften: „Post aus der Werkstatt“ der systemischen Therapie. Auer, Heidelberg 2004; 4. Auflage 2012.
- Gemeinsam sind wir blöd!? Die Intelligenz von Unternehmen, Managern und Märkten. Auer, Heidelberg 2004; 3. Auflage 2009.
- mit Rudolf Wimmer, Torsten Groth: Mehr-Generationen-Familienunternehmen: Erfolgsgeheimnisse von Oetker, Merck, Haniel u. a. Auer, Heidelberg 2005.
- mit Gunthard Weber, Gunther Schmidt: Aufstellungsarbeit revisited … nach Hellinger? Auer, Heidelberg 2005.
- Einführung in Systemtheorie und Konstruktivismus. Auer, Heidelberg 2006.
- Einführung in die systemische Organisationstheorie. Auer, Heidelberg 2007.
- mit Christel Rech-Simon: Survival-Tipps für Adoptiveltern. Auer, Heidelberg 2008.
- Einführung in die systemische Wirtschaftstheorie. Auer, Heidelberg 2009.
- Einführung in die Systemtheorie des Konflikts. Auer, Heidelberg 2010.
- mit Margarete Haaß-Wiesegart, Zhao Xudong: „Zhong-de-ban“ oder: Wie die Psychotherapie nach China kam: Geschichte und Analyse eines interkulturellen Abenteuers. Auer, Heidelberg 2011.
- Einführung in die Theorie des Familienunternehmens. Auer, Heidelberg 2012.
- Wenn rechts links ist und links rechts: Paradoxiemanagement in Familie, Wirtschaft und Politik. Auer, Heidelberg 2013.
- Einführung in die (System-)Theorie der Beratung. Auer, Heidelberg 2014.
- Formen – Zur Kopplung von Organismus, Psyche und sozialen Systemen Auer, Heidelberg 2018.
- Anleitung zum Populismus – oder: Ergreifen Sie die Macht! Auer, Heidelberg 2019.
- mit Heiko Kleve und Steffen Roth: Lockdown: Das Anhalten der Welt. Debatte zur Domestizierung von Wirtschaft, Politik und Gesundheit. Heidelberg 2020.

Als Herausgeber:
- mit Gunthard Weber: Geist or Ghost. Merkwürdige Begegnungen. Carl Auer, Heidelberg 1990.
- Lebende Systeme: Wirklichkeitskonstruktionen in der systemischen Therapie. Suhrkamp, Frankfurt am Main 1997.
- Die Familie des Familienunternehmens: Ein System zwischen Gefühl und Geschäft. Auer, Heidelberg 2002; 3. Auflage 2011 (auch Hauptautor).
- mit Dirk Baecker und Peter Krieg: Terror im System: Der 11. September 2001 und die Folgen. Auer, Heidelberg 2002.
- Vor dem Spiel ist nach dem Spiel: Systemische Aspekte des Fußballs. Auer, Heidelberg 2009.